# Umaň
Umaň (ukrajinsky a rusky Умань, dříve též Гумань, polsky Humań, v jidiš אומאן) je město na střední Ukrajině, zhruba na půli cesty z Kyjeva do Odesy (od Kyjeva 210 km jižně). Leží v Podněperské vysočině na řece Umance, přítoku Jižního Buhu. Umaň je centrem Umaňského rajónu a druhým největším městem Čerkaské oblasti. V roce 2022 zde žilo kolem 81 000 obyvatel, převážně Ukrajinců. Při Umani se křižují páteřní evropské silnice E50 a E95. 

## Dějiny
Sídlo vzniklo v 16. století, kdy území celého regionu připadlo Polsku (1569). Leželo v nárazníkovém pásmu Divokých polí, která byla napadána Tatary. Název byl odvozen od řeky Umaňky, která se již ve starověku nazývala Uman.
Městská práva Umaň získala roku 1616. Současně byla vystavěna významná pevnost. V roce 1768 zde proběhla tzv. Umaňská řež, při níž ukrajinští kozáci a zfanatizovaní vesničané - gajdamakové z Kolivščiny - pobili 20 000 Poláků, uniatů a Židů; v čele kozáků stáli Maksym Zalizňak a Ivan Honta. Přesto zde zůstala až do 20. století významná židovská menšina, která, ač již nepočetná, funguje dodnes.
Panství patřilo hejtmanské větvi polské aristokratické rodiny Potockých, z nichž Stanislav Šťastný Potocki roku 1796 založil slavný park Sofijivka. Roku 1793 byla Umaň zkonfiskována a připojena k ruského podílu na dělení Polska.
V roce 1897 byla Umaň centrem obchodu s obilím, měla synagogu, pět chrámů různých konfesí, dvě gymnázia a dosáhla počtu 17 tisíc obyvatel.
15. února 1918 byla v Umani nastolena sovětská moc, ale již 6. března 1918 město obsadila rakousko-německá vojska a zůstala zde až do 10. prosince 1918. Po občanské válce se Umaň stala součástí SSSR, resp. Ukrajinské SSR.
Od 8. listopadu 1922 do roku 1935 byla ve městě správa 2. jezdeckého sboru Ukrajinského vojenského okruhu Rudé armády. 30. července 1941 město obsadila německá vojska.
Později byla Během druhé světové války proběhla v okolí města bitva u Umaně (červenec–srpen 1941).

### Ruská invaze na Ukrajinu

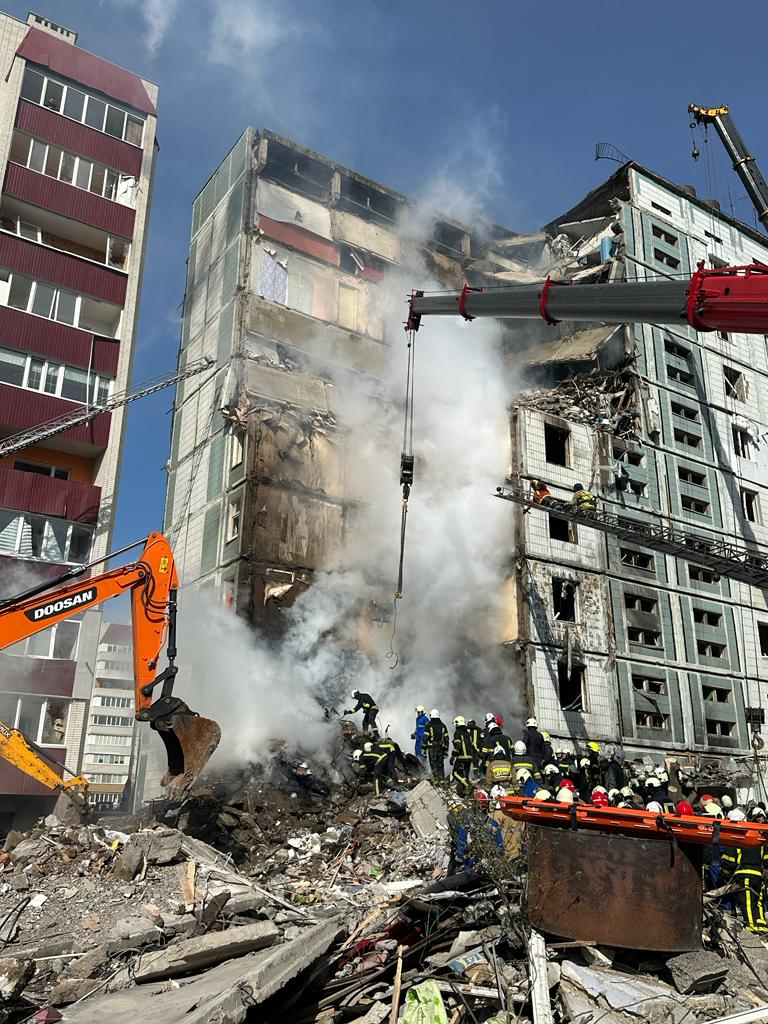
Dům vybombardovaný Rusy 28.4.2023

Během ruské invaze na Ukrajinu v roce 2022 se Umaň stala jedním z měst, opakovaně bombardovaných ruskými vojsky.
Nejméně 23 životů, včetně čtyř dětí, si vyžádal ruský raketový útok v pátek 28. dubna 2023. Oběťmi jsou obyvatelé jednoho panelového domu.

## Hospodářství
V Umani je zastoupen především potravinářský průmysl a strojírenství. Končí zde železniční trať z Chrystynivky. Umaň je především důležitou křižovatkou silnic Kyjev – Oděsa a Lvov – Vinnycja – Kropyvnyckyj.

## Školství a kultura
Město je sídlem dvou vysokých škol: pedagogické a sadovnické univerzity. Kulturní tradice a prosperita Umaně se od konce 19. století odrážela v památkách architektury a ve sbírce obrazové galerie.

## Poutní místo
Umaň, kde se v Ševčenkově ulici nachází synagoga, se stala hlavním poutním místem chasidismu.
V roce 1963 rabín Gedaliah Fleer, který žil v New Yorku, dorazil do Umaně, která tehdy nebyla pro cizince volně přistupna, aby hledal hrob rabína Nachmana z Bracławi a uspěl.
Zpráva o tomto úspěchu se rychle rozšířila. Následovaly další ilegální cesty chasidských Židů. V pozdějším sovětském období však již existovaly individuální zájezdy do Umaně, organizované oficiální agenturou Intourist.
Po rozpadu Sovětského svazu se z města stalo židovské poutní místo. Treba jen na Roš Hašana, židovský Nový rok, přichází do Umaně každý rok asi 30 000 poutníků.

## Památky

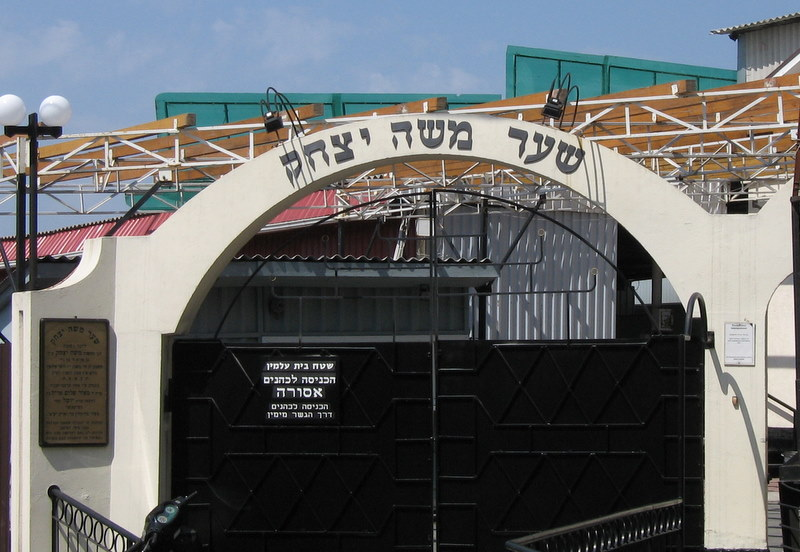
Brána k synagoze a hrobce rabína Nachmana

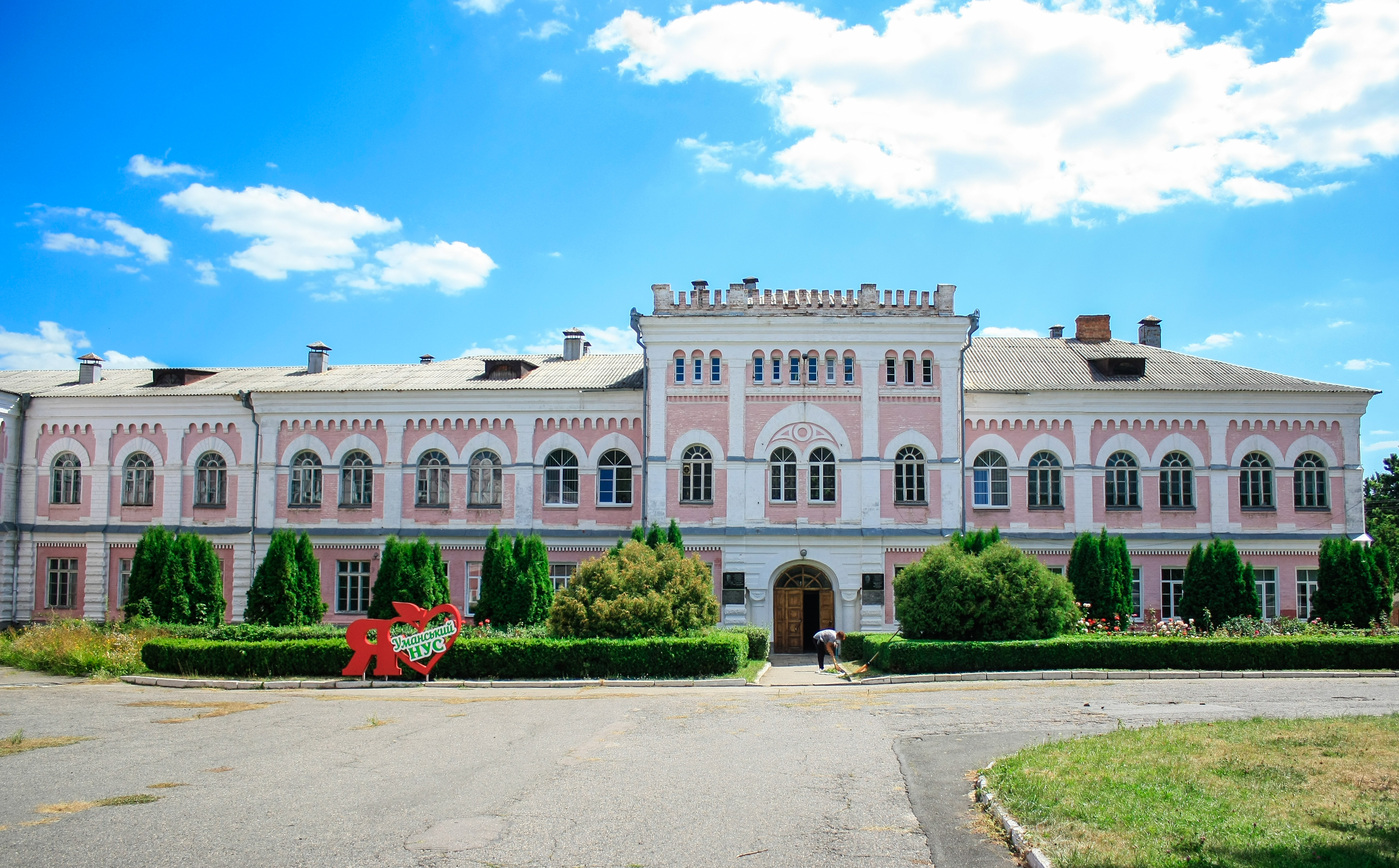
Zahradnická univerzita

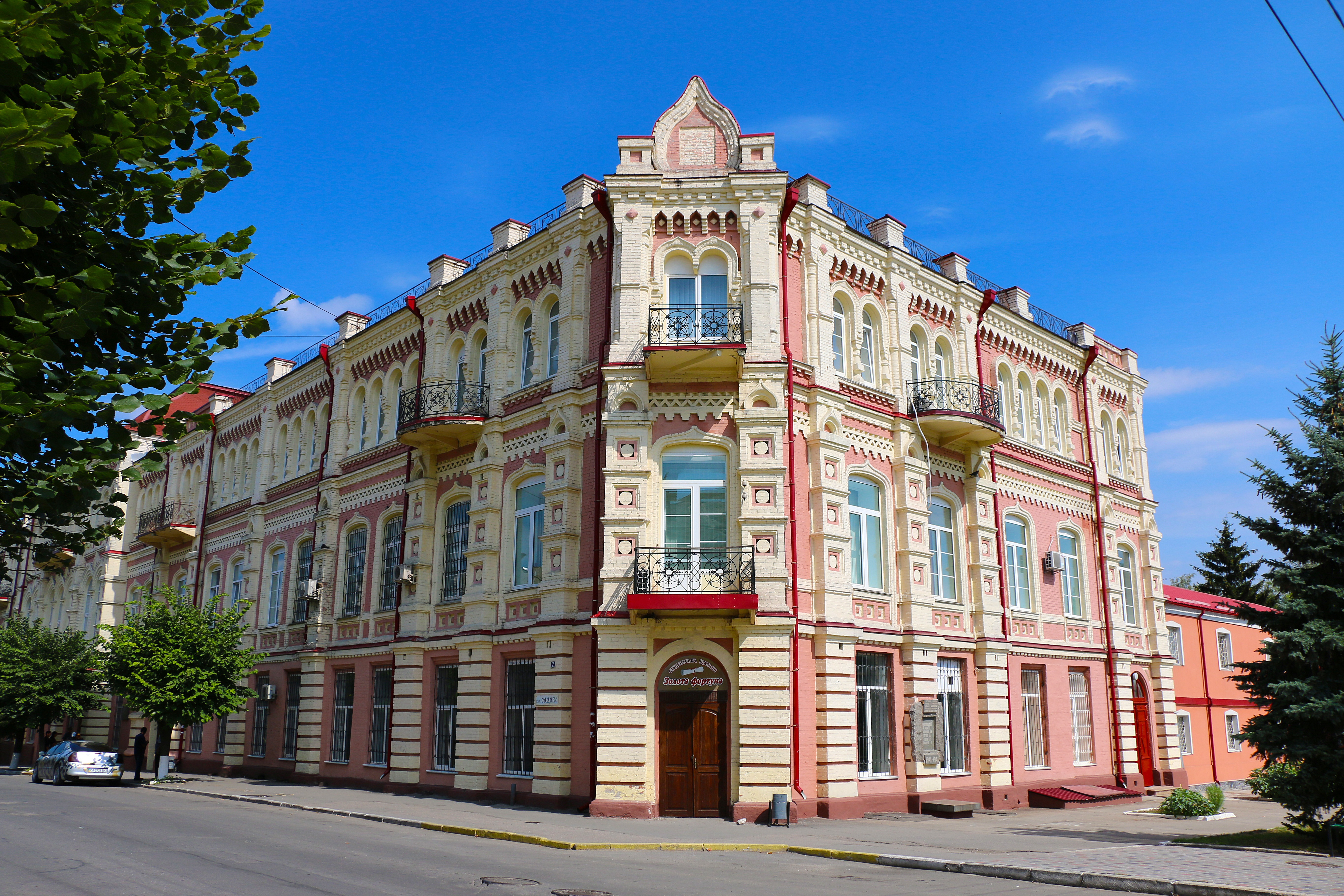
Pedagogická univerzita

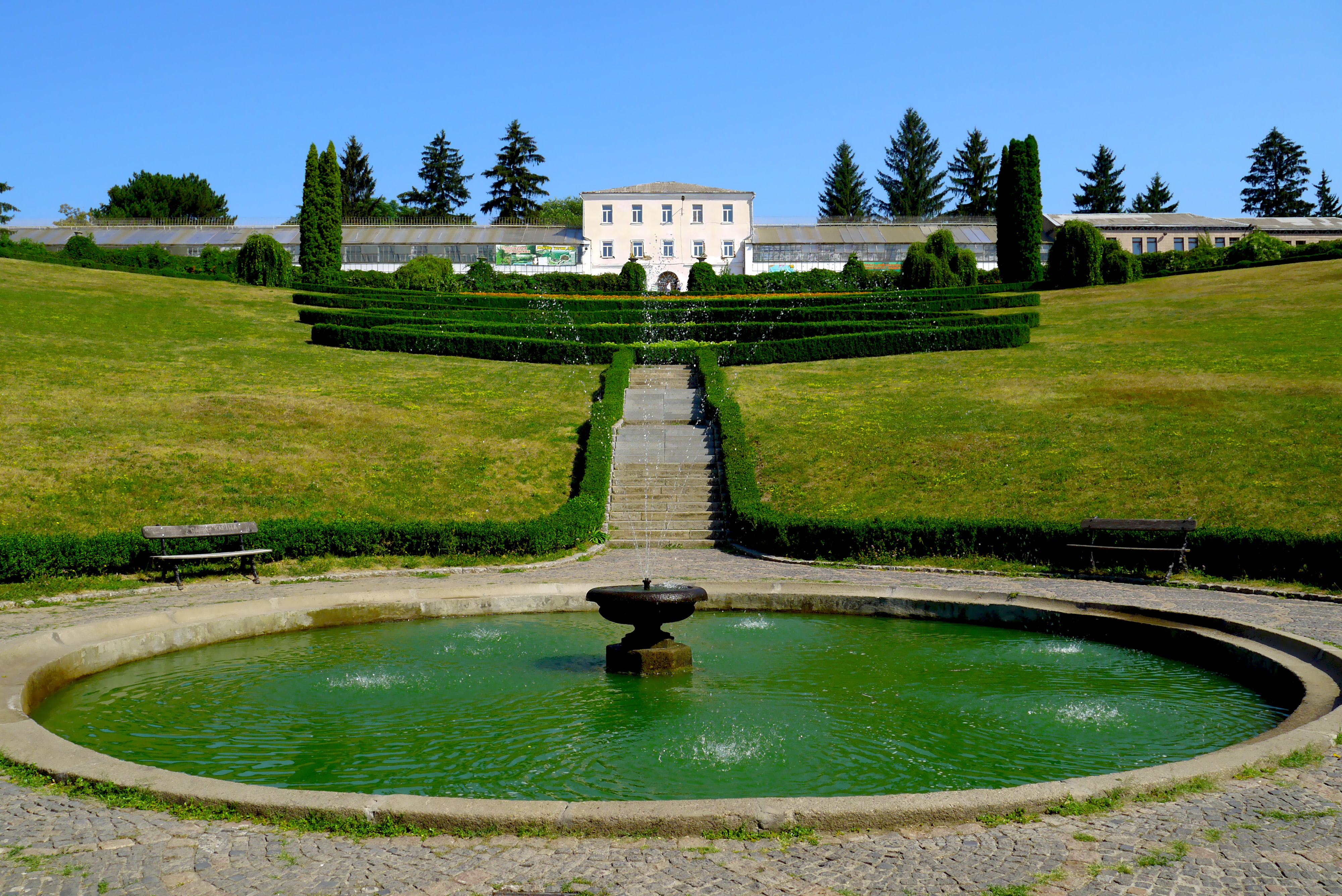
Park Sofijivka

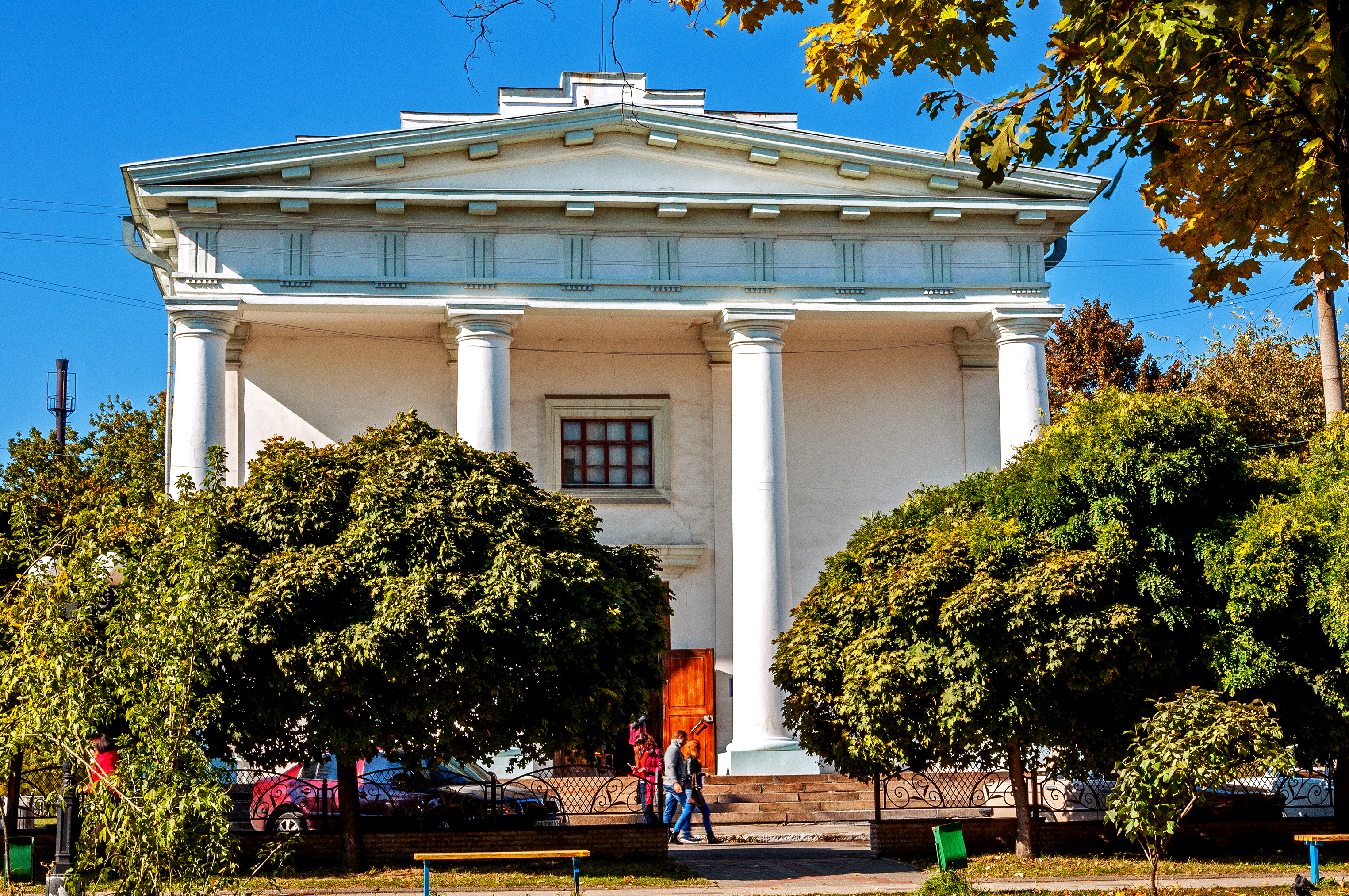
Galerie

- synagoga - za 2. světové války ji Němci vypálili, byla pobořena a koncem 20. století znovu postavena
- pravoslavný chrám sv. Mikuláše
- římskokatolický chrám Smrti Panny Marie (architekt Thomas Etlinger, 1820), po roce 1920 zrušen, 1945 sneseny pobořené věž, 1964 adaptován a r. 1974 otevřena galerie se sbírkou ikon
- hrobka slavného chasidského rabína Nachmana z Braclavi, poutní místo, které před válkou navštěvovalo ročně kolem 30 tisíc poutníků
- stará tržnice
- park Sofijivka s oranžerií a rosariem - založil jej kyjevský hejtman Stanislav Šťastný Potocki roku 1796 a pojmenoval po své manželce Sofii
- budova Zahradnické univerzity z konce 19. století
- budova Pedagogické univerzity Pavla Tyčiny s chrámem sv. Cyrila a Metoděje, původně gymnázium, z konce 19. století
- budova banky

## Osobnosti
- Stanislav Šťastný Potocki (1751-1805)